# شیائو یی
شیائو یی(چینی: 小乙) زاده شده با نام زی لیان(چینی:子敛) شاهی بود از شاهان دودمان شانگ در چین.
سیما کیان، تاریخنگار و نویسنده هان، در کتاب شیجی، او را بیست و یکمین پادشاه شانگ دانسته است که پس از برادرش شیائو شین در سال جیاکسو(چینی:甲戌) در تختگاه این(چینی:殷) به شاهی نشسست. او ده سال فرمان راند؛ پس از مرگ به وی عنوان شیائو یی گفته شد. پس از مرگ وی، پسرش، وو دینگ به پادشاهی رسید.
کتیبه نگاری بر استخوان و لاک لاک پشتان، جیا گو ون که در یینگسو کشف شده اند، او را بیستمین شاه شانگ دانسته است.